# Calycopeplus oligandrus
Calycopeplus oligandrus är en törelväxtart som beskrevs av Paul Irwin Forster. Calycopeplus oligandrus ingår i släktet Calycopeplus och familjen törelväxter. Inga underarter finns listade i Catalogue of Life.